# Mi familia y otros animales
Mi familia y otros animales (en inglés: My Family and Other Animals) es una novela autobiográfica del  naturalista y escritor británico Gerald Durrell, publicada en 1956. Es la primera de las obras que componen la trilogía de Corfú, precediendo a Bichos y demás parientes (1969) y a El jardín de los dioses (1978).

## Argumento
El libro es un relato autobiográfico de cinco años de la infancia del naturalista Gerald Durrell. A la edad de diez años, Gerald (Gerry) llega a la isla de Corfú junto a su familia. Es el pequeño de una familia compuesta por la madre viuda, el hijo mayor Larry, escritor incipiente, el hijo Leslie, adorador de barcas y armas, y la hija Margo, que sufre de acné y es obsesionada con la dieta. Los acompaña el perro Roger.
El libro está dividido en tres secciones, determinadas por las tres villas donde vivió la familia en la isla. Los Durrells están ferozmente protegidos por su amigo taxista Spiro (Spiros "Americano" Halikiopoulos) y dirigidos por el doctor Theodore Stephanides, un polímata que proporciona a Gerry su educación en historia natural. 
Otros personajes humanos, principalmente excéntricos, incluyen a los tutores privados de Gerry, los huéspedes artísticos y literarios de Larry, y la gente local que se hace amiga de la familia.
A lo largo de los años Gerry colecciona innumerables animales y refuerza su vocación de naturalista que cultivó durante toda su vida.

## Adaptaciones
La obra ha sido adaptada al cine y a la televisión en varias ocasiones:
- En 1987, se convirtió en una serie de televisión de la BBC en diez capítulos, Mi familia y otros animales, escrita por Charles Wood y dirigida por Peter Barber-Fleming.[4]
- En 2005, fue adaptada de nuevo por la BBC, esta vez como una película de 90 minutos, con el mismo título, Mi familia y otros animales, escrita por Simon Nye.[5]
- En 2016–2019, ITV emitió la serie de cuatro temporadas The Durrells, también adaptada por Simon Nye, basada libremente en la trilogía de Corfú.[6]